# Hellberg bei Kirn
Koordinaten: 49° 47′ 29″ N, 7° 29′ 43″ O

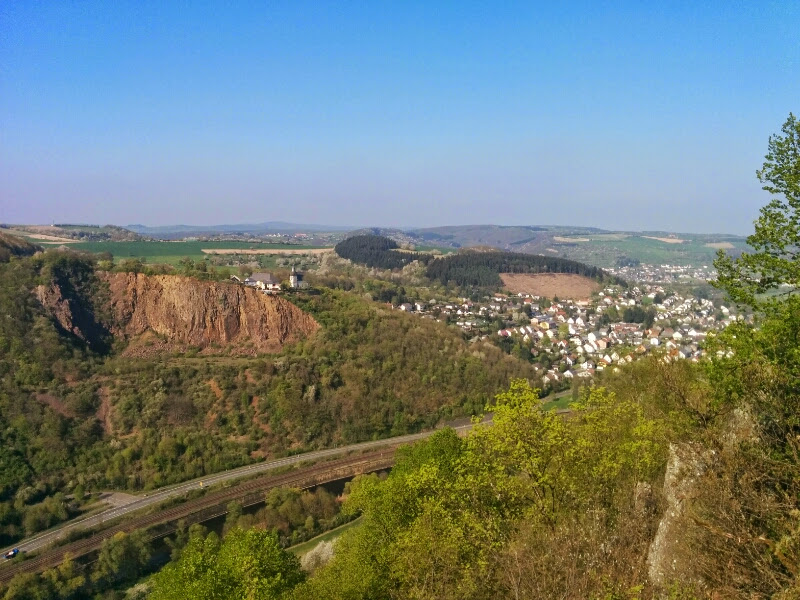
Hellberg bei Kirn

Das Naturschutzgebiet Hellberg bei Kirn liegt im Landkreis Bad Kreuznach in Rheinland-Pfalz. Das 47,6292 ha große Gebiet, das im Jahr 1942 unter Naturschutz gestellt wurde, erstreckt sich nordöstlich der Stadt Kirn um den 365,4 m hohen Hellberg herum. Am nordöstlichen und nördlichen Rand des Gebietes verläuft die B 41, unweit nordöstlich und nördlich verläuft die Landesstraße L 183 und fließt die Nahe.